# 野尻抱影

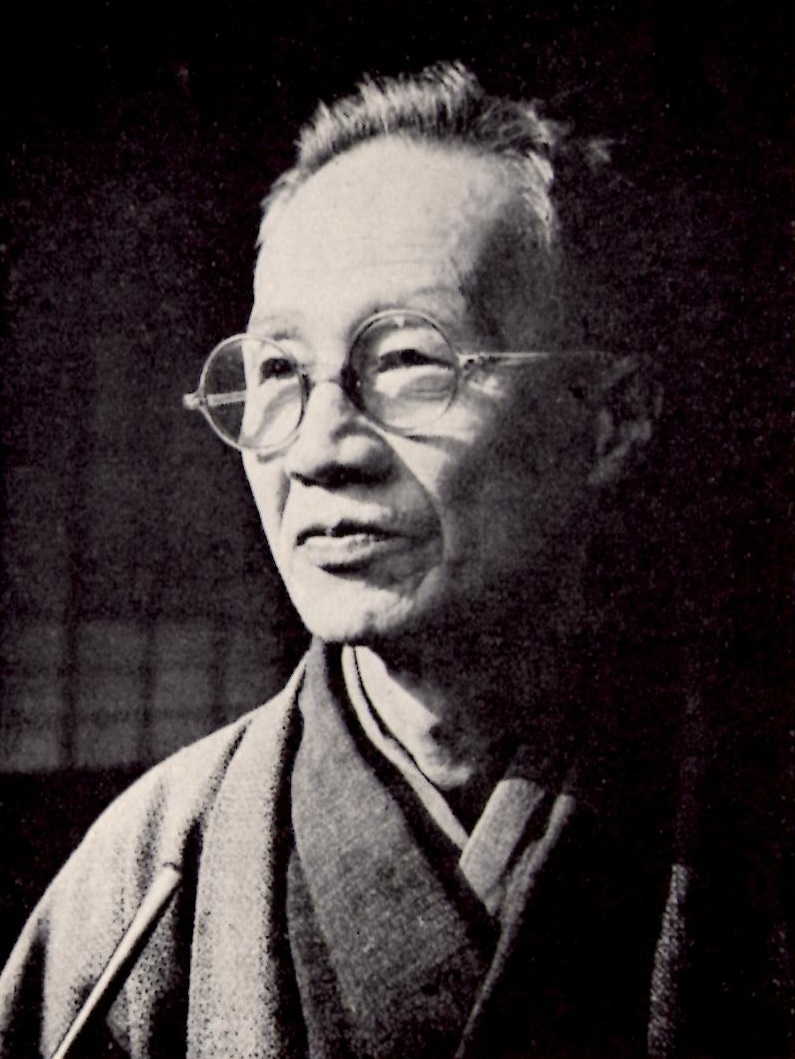
野尻抱影

野尻 抱影（のじり ほうえい、本名・正英（まさふさ）、1885年〈明治18年〉11月15日 - 1977年〈昭和52年〉10月30日）は、日本の英文学者・随筆家・天文民俗学者。早稲田大学文学部英文学科卒業。準惑星である冥王星の和訳命名者。
古今東西の星座・星名を調べ上げたことから「和製アレン」とでも言うべき存在でもあった。とくに、星の和名の収集研究で知られる。日本各地の科学館やプラネタリウムで行われる、星座とその伝説の解説には、野尻の著作が引用されることが多い。若くして文学に興味を持ち、小泉八雲に傾倒した。星の和名の収集を始めたのは40歳を過ぎてからであった。
「抱影」という雅号は、早稲田大学文学部在学中、文芸誌「白百合」に作品を掲載するにあたり前田林外が金剛経の一節「夢幻泡影」から考案し、岩野泡鳴、相馬御風と相談して決めたものである。

## 経歴
1885年（明治18年）11月、神奈川県横浜市に生まれる。1897年（明治30年）、神奈川県立第一中学校に入学。1902年（明治35年）、早稲田大学文学部英文科に入学し、東京で下宿生活を始める。同級生に相馬御風、会津八一など。1904年（明治37年）に早稲田大学にて小泉八雲の講義を受ける。若い頃彼は、英語の怪談、幽霊、心霊に関する書籍の翻訳もし出版。生活費を稼いだ。
1906年（明治39年）、早稲田大学を卒業し、翌年、山梨県甲府市の山梨県立甲府中学校（現・山梨県立甲府第一高等学校）の英語教師となる。1912年（明治45年・大正元年）、甲府中学校長・大島正健の三女・麗と結婚、東京都の麻布中学校に転任する。1918年（大正7年）、妻がスペイン風邪で死去、3人の娘を連れて両親の暮らす桜新町に転居する。1919年（大正8年）、麻布中学を退職、研究社の社員となり、中学生向け学習誌の編集をする。同年、妻の姉にあたる百合と再婚する。1921年（大正10年）、水野葉舟、石橋勝三とともに「日本心霊現象研究会」を創設。1922年、「肉眼星の会」を雑誌『中学生』で連載。
1926年（大正15年・昭和元年）、日本放送協会のラジオ番組『星のロマンス』さらに『星の伝説』に出演。それと前後し、「日本の民間には、星に関する伝説や名称に関し見るべきものがない。」とのその当時広まっていた定説に疑問を持ち、星の和名の収集を始める。ラジオ番組は好評でレギュラー放送となり、成果を紹介しながら、全国に伝承された和名に関する情報提供を呼びかける。この結果、和名収集のボランティア集団「肉眼星の会」の助けも借りて全国から情報が集まり、後には同じ星の呼び名の地域による連続的な変移を論じられるまでになった。収集した情報を『日本の星』および『日本星名辞典』等に集大成して出版し、晩年まで改訂を続けた。
1928年（昭和3年）、円本の収入で日本光学製の屈折望遠鏡を購入、ロングトムと命名する。
1930年（昭和5年）、冥王星が発見される。欧米では Pluto と命名されたが、野尻の提案で和名は冥王星となる。この名は現在、中国等、東アジアで共通に使用されている。1932年11月、『レオニズ見えざりし記』（しし座流星群の流星雨予想失敗の記録）を執筆する。
1944年（昭和19年）、研究社を退職。
1957年（昭和32年）4月、天文博物館五島プラネタリウムの開設と同時に理事と評議員および星の会（会員制）の会長に就任し、没するまで務めた。特に｢星の会｣では年に1度程度の講演を行い、最後の話題は1975年5月の｢星に感じる畏怖｣だった。科学の対象としての星ばかりでなく、「風俗と星」という切り口で興味深く自分の研究成果を発表していた。
1976年（昭和51年）、日本天文学会より、多数の著作による普及活動に対してその年にのみ特別設けられた神田茂記念賞が贈られた。1977年10月30日、老衰により没。
1985年3月7日、功績をたたえ、小惑星1938 WAに(3008) 野尻と命名される。

## 家族・親族
父親の政助は、江戸時代に道成寺の山門の再建や本堂の修復などを手がけた宮大工・仁兵衛の子孫にあたり、嘉永3年（1850年）5月27日、紀伊国日高郡藤井村（現和歌山県御坊市藤田町）で源兵衛の長男として生まれ、19歳の時に明治維新を経験して「狭いふるさとを出て、広い世界で活躍したい」と、和歌山市の倉田塾（吹上神社の神主・倉田績の家塾）に入り、その後日本郵船に入社、勤勉実直な人だったとされる。
末弟に作家の大佛次郎。
妻の父親は、宗教家・教育者・言語学者として知られた大島正健。正健の妻・千代は、日本にサケ・マス孵化事業を導入・推進したことで知られる伊藤一隆の妹にあたる。

## 著書
若いころ、中学生向け学習雑誌の編集をした。また心霊現象に関する外国書籍の英訳等がある。
天文学の啓蒙を熱心にするようになってからは、星に関連した民俗学的な研究書、星の和名辞典、世界中の星座・星名・神話に関する紹介書、星座・星名・神話の一般向けまたは学生向けの啓蒙書、天文愛好家としてのエッセイ集、同好会情報誌等に分類される書籍の類を執筆した。そのため著書・訳書の数は非常に多い。

### 単著
- 『三ツ星の頃』（研究社 1924年）
- 『星座巡禮』（研究社 1925年、新版1940年）
- 『星座めぐり』（研究社 1927年 / 誠文堂新光社 1987年）
- 『星を語る』（研究社 1930年）
- 『星座風景』（研究社 1931年）
- 『星座神話』（研究社 1933年）
- 『星座春秋』（研究社 1934年）
- 『日本の星』（研究社 1936年）
- 『星座カード』（研究社 1937年）
- 『詩経の星』（動仁会 1937年）
- 『星と東西文学』（研究社 1940年）
- 『星』（恒星社 1941年）
- 『太陽』（小学館 初等科学絵本 1941年）
- 『兵用・観測用 全天星座帳』（研究社 1944年）
- 『星夜征』（読売新聞連載 1944年）
- 『日本の星の本』（研究社 1944年）
- 『星の美と神秘』（恒星社厚生閣 1946年）
- 『星座めぐり盤』（研究社 1946年）
- 『新星座めぐり 秋、冬、春、夏の巻』（研究社 1946年-47年、新版1952年）
- 『星座神話図誌』（鎌倉書房 1947年、恒星社厚生閣、1959年）
- 『月の世界』（小学館 1947年）
- 『星の神話・伝説』（白鳥社 1948年、縄書房 1949年）、講談社学術文庫 1977年
- 『星まんだら』（京都印書館 1948年、鱒書房 1956年）、徳間文庫 1991年
- 『四季星座物語』（広島図書 1948年）
- 『天体の話』（講談社 1948年）
- 『四季の星だより』（家の光協会 1949年）
- 『小さな天文学者』（妙義出版社 1949年）
- 『日本の星十二ヵ月』（研究社 1949年）
- 『星の世界』（小学館 1949年）
- 『肉眼・双眼鏡・小望遠鏡 星座見學』（恒星社厚生閣 1950年）
- 『まどからのぞくお月さん』（羽田書店 1951年）
- 『全天星座図志』（鎌倉書店 1951年）
- 『星座12カ月』（岩崎書店 1951年）
- 『星座・月面盤』（地平社 1951年）
- 『月と私たちの生活』（岩崎書店 1951年）
- 『星の話』（国民図書刊行会 1951年）
- 『星の質問帖』（縄書房 1951年）
- 『リビングストーンとスタンレー』（鹿島図書 1952年）
- 『人魚の王女』（研究社 1952年）
- 『星と伝説』（創元文庫 1952年 / 角川文庫、1955年、改版1979年 / 中公文庫 2003年）
- 『新星座巡礼』（創元社 1952年 / 角川文庫 1957年 / 中公文庫 2002年）
- 『小学天文学』（三啓社 1953年）
- 『天体と宇宙』（偕成社 科学文庫4 1953年）
- 『船乗シンドバッド』（研究社 1953年）
- 『続 星と伝説』（創元文庫 1954年 / 中公文庫 2004年）
- 『英文学裏町話』（研究社 研究社選書 1955年）
- 『星の神話伝説集成』（恒星社厚生閣 1955年）
- 『台風のはなし』（岩崎書店 1955年）
- 『星三百六十五夜』（中央公論社 1955年、恒星社厚生閣、1969年）
  - 新版 中公文庫（上下） 1983年、改版（全4巻）2003年、中央公論新社（上下）2022年
- 『ろんどん怪盗伝』（鱒書房 1956年）。みすず書房、2011年
- 『宇宙のなぞ』（偕成社 1956年）
- 『星の方言集』（中央公論社 1957年）
  - 改訂版『日本の星　星の方言集』（中央公論社、1973年）。中公文庫、1976年、改版2002年、新版2018年
- 『星と東西民族』（恒星社厚生閣 1957年）
- 『星座遍暦』（恒星社厚生閣 1958年）
- 『世界逸話全集』（東京創元社 1958年）
- 『分図解説全天星座帳』（研究社 1958年）
- 『ものがたりガリレオ』（偕成社 1961年）
- 『星と伝説』（偕成社 1961年、偕成社文庫 2005年）
- 『沼王の娘』（研究社 1961年）
- 『星と神話伝説』（偕成社 絵ときシリーズ 1963年）
- 『星座・古代の星座』（恒星社厚生閣 新天文学講座1 新版 1964年）
- 『星と東方美術』（恒星社厚生閣 1971年）
- 『鶴の舞』（光風社書店 1972年）
- 『日本星名事典』（東京堂出版 1973年）
- 『大泥棒紳士館』（工作舎 1977年）
- 『星アラベスク』（河出書房新社 1977年）
- 『星・古典好日』（恒星社厚生閣 1977年）
- 『星の民俗学』（講談社学術文庫 1978年）
- 『星座のはなし』（ちくま文庫 1988年）
- 『星空のロマンス』（筑摩書房 1989年 / ちくま文庫 1993年）
- 『山でみた星』（筑摩書房 1989年）
- 『星の文学誌』（筑摩書房 1989年）
- 『山・星・雲』（沖積舎 1990年）
- 『野尻抱影　星は周る』（平凡社、2015年）
- 『星座と伝説』（ポプラ社 天文・気象図鑑）
- 『ヴェニスの脱出』（和平書房）
- 『小人島とガリバー』（羽田書店）

### 共著
- 『天球と星座・星座見學』（恒星社厚生閣 1937年）
- 『天文読本』（東日天文館 1939年）
- 『星戀』山口誓子と（鎌倉書房 1947年、中央公論社 1954年、深夜叢書社 1986年、中公文庫 2017年）
- 『星座・東京の星』（作品社 日本の名随筆「星座」より、1992年）

### 訳書
- 『レイモンド オリバー』（ロッジ著 奎運社 1924年）
- 『柳の木の下で』（ハンス・クリスチャン・アンデルセン著 研究社 1951年）
- 『白鳥物語』（ハンス・クリスチャン・アンデルセン著 研究社 1951年）
- 『幸福の上靴』（ハンス・クリスチャン・アンデルセン著 研究社 1953年）

### 訳注
- 『アラディンと魔法のランプ』（研究社 1936年）
- 『アリ・バーバと四十人の盗賊』（研究社 1936年）
- 『大法螺男爵ホラ話』（研究社 1938年）
- 『宝島』（ロバート・ルイス・スティーヴンソン著 改造社 世界大衆名作選集 1939年、研究社より1953年に再刊。ちくま文庫 1990年）

## 伝記
- 石田五郎 『野尻抱影 聞書“星の文人”伝』 リブロポート〈シリーズ民間日本学者〉、1989年、ISBN 4-8457-0421-8
  - 石田五郎 『星の文人 野尻抱影伝』、渡部潤一解説、中公文庫、2019年、ISBN 978-4122066892
- 石田五郎 『天文屋渡世』 筑摩書房、1988年／みすず書房 ［大人の本棚］、2011年、回想を収む

### 映像
- 『学問と情熱 野尻抱影 星の文人』 紀田順一郎（総合監修）、小沢昭一（ナレーター）、紀伊國屋書店、（新版・DVD、2007年）